# Františkova Studánka
Františkova Studánka (deutsch Franzbrunnhütte) ist eine Wüstung in der Gemeinde Rybník nad Radbuzou (deutsch Waier) im westböhmischen Okres Domažlice in Tschechien.

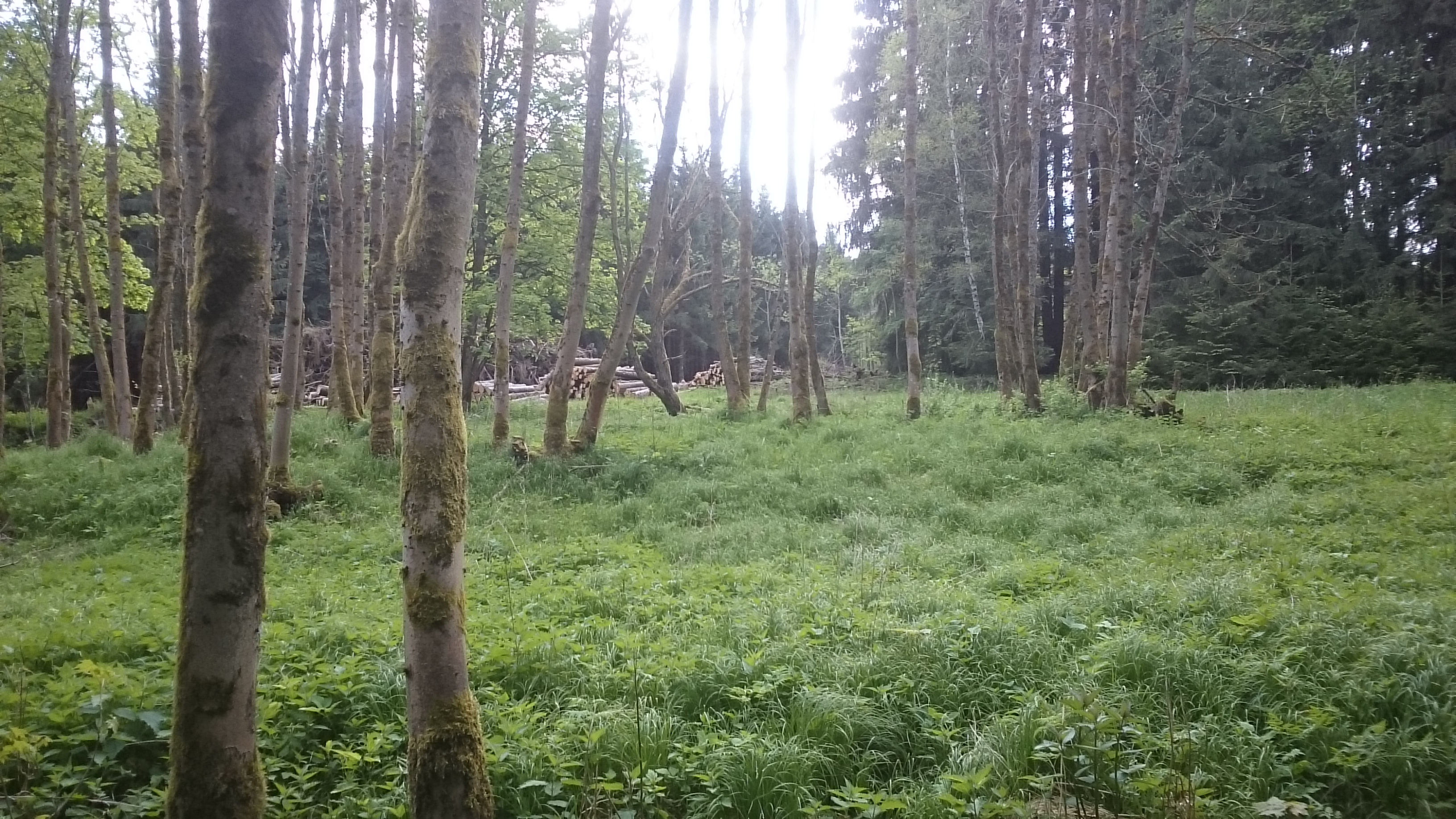
Františkova Studánka – Franzbrunnhütte

## Geographie
Franzbrunnhütte lag etwa 4 km südlich von Waier, 1,3 km südlich von Neid, 2 km östlich von Oberhütten, 5 km nordwestlich von Wassersuppen und 9 km südwestlich von Muttersdorf im Tal der Böhmischen Schwarzach.

## Geschichte

### Meinungen zur Entstehung der Franzbrunnhütte
Über die Entstehung der Franzbrunnhütte gibt es verschiedene Meinungen.
Alle Autoren nennen Franz Abele (auch: Franz Aberle) als Gründer bzw. Neu-Gründer der Hütte und setzen die Franzbrunnhütte mit der Abele-Hütte gleich.

#### Meinung von Josef Bernklau nach Johann Micko
Diese Autoren und andere heimatkundliche Schriften gehen von der Gründung einer Vorläuferhütte von Franzbrunnhütten im Jahr 1696 aus.
Es werden in diesem Zusammenhang der Glasknecht Hans Christian Nachtmann und die Einbinderin Pomeyer für das Jahr 1698 genannt.
Diese Hütte sei 1706 aufgelassen oder nach Oberhütten verlegt worden.

#### Meinung von Friedrich Holl
Der Autor Friedrich Holl betont, dass die Franzbrunnhütte keinen Vorläufer hatte und erst im Jahr 1751 von Franz Abele gegründet wurde.

#### Dokumentation in den Karten
In der Karte Königreich Böhmen (1764–1767) – Josephinische Landesaufnahme ist die Franzbrunnhütte nicht eingezeichnet.
Es ist die Abele-Hütte mit 6 Gebäuden eingezeichnet.
Diese liegt südwestlich der Kreuz-Hütte (Creutz-Hütte), 350 m östlich der Schwarzach.
In der Karte Habsburgermonarchie (1869-1887) – Franzisco-Josephinische Landesaufnahme ist die Abele-Hütte nicht eingezeichnet.
Es ist die Franzbrunnhütte mit 5 Gebäuden und einer Spiegelglasfabrik am östlichen Ortsrand eingezeichnet.
Diese liegt nordwestlich der Kreuz-Hütte, direkt auf dem Westufer der Schwarzach.
Die Franzbrunnhütte aus der späteren Karte liegt im Abstand von etwa 800 m zur Abele-Hütte aus der älteren Karte.

### Aufstieg und Niedergang der Franzbrunnhütte
Aus einem Pachtvertrag der Herrschaft Muttersdorf von 1751 geht hervor, dass Franz Abele einen Neubau errichtete.
Abele musste die Hälfte aller Lasten tragen.
Das Bau- und Brennholz erhielt er kostenlos vom Verpächter.
Diese Hütte wurde zunächst Abele-Hütte (Aberlhütte, Awerlhüttn) genannt, später dann Franzbrunnhütte, wobei nicht ganz klar ist, dass es sich dabei wirklich um dieselbe Hütte handelt, s. o.
Franz Abele wurde 1705 auf der Leinecksmühle, Gemeindeteil von Alfdorf, geboren.
Seine Vorfahren, eine evangelische Müllerfamilie, waren dort schon seit 1652 ansässig.
1738 arbeitete Franz Abele auf der Mischauer Glashütte des Grafen Desfours.
Pächter dieser Glashütte war 1705 der Grafenrieder Glasmeister Johann Thomas Werner.
Am 8. April 1738 heiratete er Anna Kunigunde, Tochter des Zeugmachers und Handelsmannes Johann Gottfried Wisender aus Plößberg.
Am 29. Mai 1751 schloss er einen Pachtvertrag mit Johann Friedrich von Wiedersperg, Herr auf Muttersdorf und Neuschwanenbrückl.
In diesem Pachtvertrag stand: Errichtung einer neuen Spiegelhütten mit einem tauglich und brauchbaren Glasofen in dem hintern Neydt liegenden Waldt auf dem bereits ausgewiesenen Platz.
Die Arbeit auf der neuen Hütte sollte am 24. April 1753 aufgenommen werden.
Am 1. Dezember 1753 starb Franz Abele und wurde in Plößberg beerdigt.
Die Leitung der Glashütte übernahm seine Witwe Kunigunde unterstützt von ihrem Schwiegersohn Franz von Rauschenfels.
Kunigunde Abele starb am 23. Juli 1768 und wurde in Muttersdorf beerdigt.
Bei der Familie Abele arbeiteten auf der Franzbrunnhütte die folgenden Glasmacher: 1754 Franz Ascherl, 1755 Johann Viola, Mathias Pejerl, 1759 Georg Hopfner aus Fichtenbach, 1760 Johann Kopp, Bloberger (Vergolder), 1764 Christoph Payer, 1766 Christoph Tragl, Michel Lang, Michel Thomas, Wolf Fleißner, 1769 Anton Fux.
Ab 1763 war Johann Baptist Schmaus Pächter und Hüttenmeister der Franzbrunnhütte.
Glasmacher bei Schmaus waren: 1773 Wenzel und Sohn Georg Schödlbauer, 1775 Johann Ascherl, Adam Weber, Johann Euber, 1779 Michel und Thomas Otterlinger aus Stubenbach, Michel Wollinger, 1782 Georg Schwingl und 1783 Josef Titz.
Sein Sohn Karl Schmaus übernahm die Franzbrunnhütte.
Seine Witwe Maximiliana Schmaus, geborene von Sutor, schloss für die Jahre 1811 bis 1815 mit der Herrschaft Muttersdorf einen Pachtvertrag für die Franzbrunnhütte ab.
Bedingt durch Absatzschwierigkeiten musste sie diese Pacht 1813 aufgeben.
1813 bis 1819 folgten die Pächter Andreas Pöhl aus Eisendorf, der Glasmacher Georg Ascherl und Simon Bloch aus Schwanenbrückl.
Wolfgang Ziegler hatte die Pacht der Franzbrunnhütte von 1819 bis 1844 inne.
Naphtali, Salomon und Isaak Bloch, Söhne des Simon Bloch aus Muttersdorf, waren von 1846 bis 1898 Pächter.
1877 brannte die Hütte vollständig nieder und wurde von den Gebrüdern Bloch wieder aufgebaut.
Sie richteten 1887 eine Gasheizung ein und bauten einen 30 m hohen Kamin an.
Dazu steuerte der damalige Besitzer Graf Coudenhove-Kalergi Mittel bei.
Holzmangel, hohe Fracht- und Zollkosten führten 1898 zur Schließung der Franzbrunnhütte.
An ihrer Stelle wurde eine Waldbaumschule angelegt.
1890 hatte Franzbrunnhütte 9 Häuser und 107 Einwohner, 1921 nur noch 3 Häuser und 44 Einwohner.
Franzbrunnhütte gehörte zunächst zur Pfarrei Muttersdorf, ab 1786 nach Waier.
Die Kinder gingen nach Muttersdorf, später nach Waier, Unterhütten, Haselberg und ab 1899 nach Neid zur Schule.